# 贺翠霞
贺翠霞，中华人民共和国政治人物、全国脱贫攻坚先进个人。

## 生平
早年毕业于河南师范大学文学院。2004年，贺翠霞考入焦作市扶贫办项目科工作。2015年11月，贺翠霞和同事们细化完善脱贫攻坚“四个一”工作机制（每周一个扶贫蹲点日、扶贫项目一站式办理、扶贫政策一口清、村村一个带贫产业项目），开始主持当地的扶贫工作，之后担任焦作市扶贫开发办公室综合科科长。因在脱贫攻坚战中作出突出贡献，2021年2月25日全国脱贫攻坚总结表彰大会上，贺翠霞被授予“全国脱贫攻坚先进个人”。